# Розенталь (Ральбиц-Розенталь)

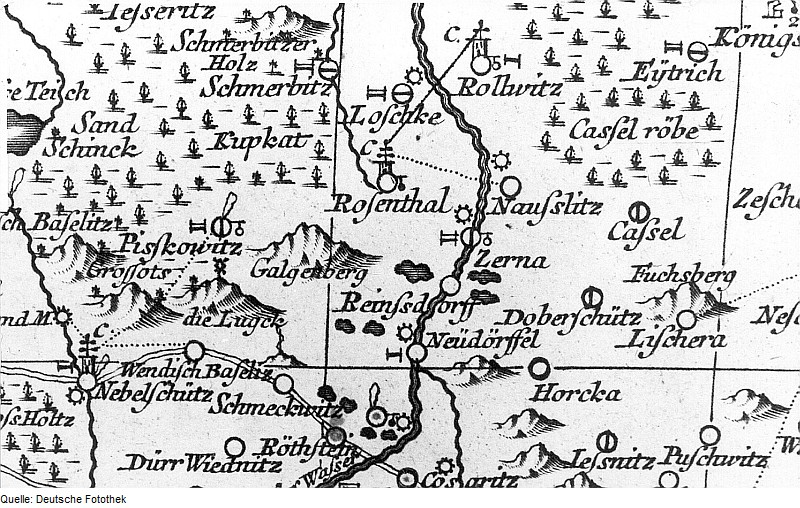
Рожант на карте 1759 года

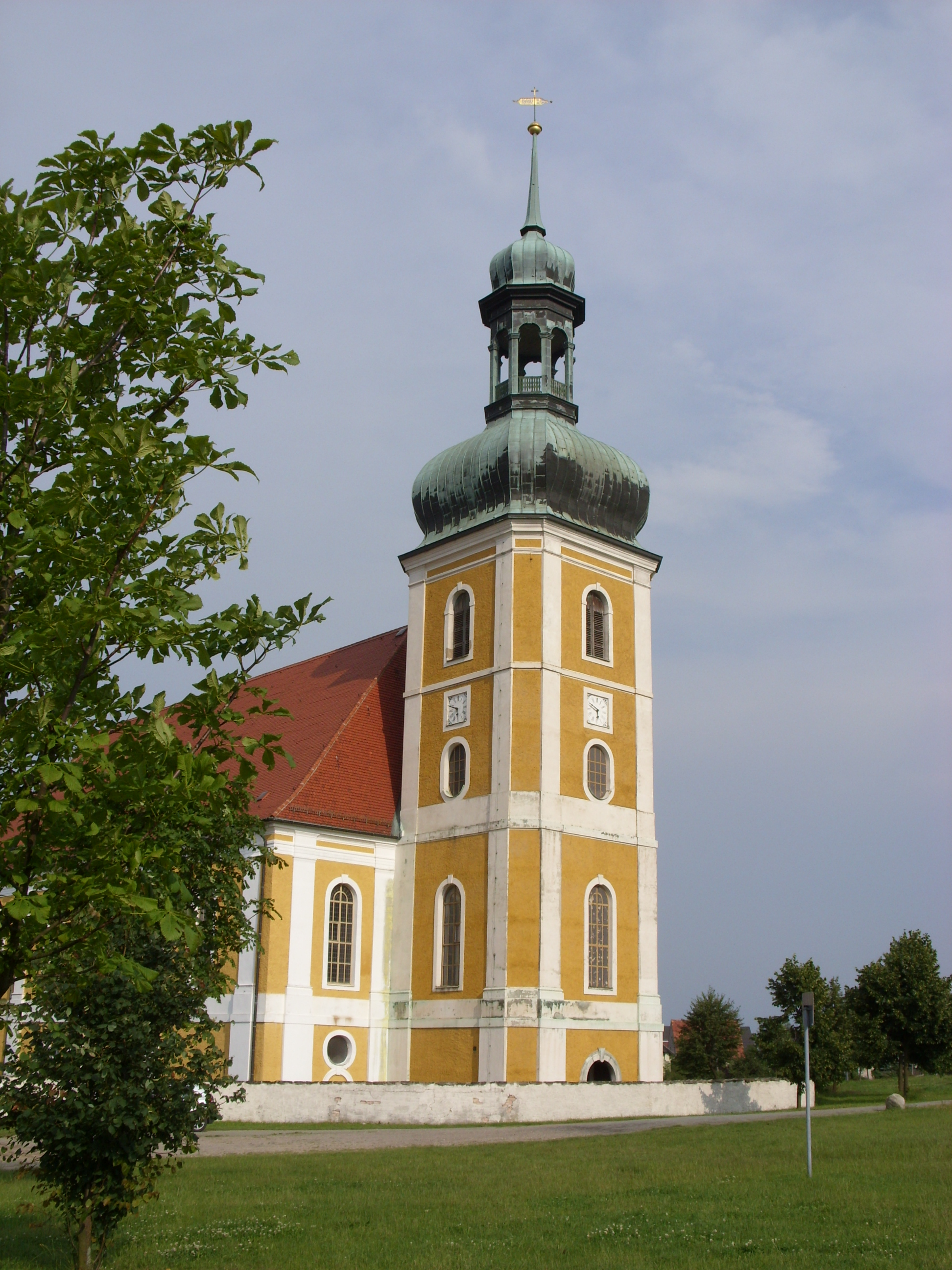
Католическая церковь в Розентале

Ро́зенталь или Ро́жант (нем. Rosenthal; в.-луж. Róžantо файле) — деревня в Верхней Лужице, Германия. Входит в состав коммуны Ральбиц-Розенталь района Баутцен в земле Саксония. Подчиняется административному округу Дрезден.

## География
Деревня располагается на стыке дорог S 97 (Нешвиц — Каменц) и S 92 в 9 км на северо-восток от Каменца. На востоке деревни протекает река Клостервассер.
Соседние деревни: на западе — Пескецы коммуны Небельшюц, на севере — деревни Смердзаца и Лазк, на востоке — деревни Серняны и Новослицы и на юге — деревни Горни-Гайнк и Нова-Веска коммуны Реккельвиц.

## История
Впервые деревня упоминается в 1350 году как Вилла Розенталь (villa Rosental). В 1354 году впервые встречается её серболужицкое наименование «Рошант». В 1506 году деревню купила графиня Елизабета фон Хаугвиц (Elisabeth von Haugwitz), которая была аббатисой монастыря Мариенштерн. Деревня до 1836 года принадлежала этому монастырю.
В настоящее время деревня входит в состав культурно-территориальной автономии «Лужицкая поселенческая область», на территории которой действуют законодательные акты земель Саксонии и Бранденбурга, содействующие сохранению лужицких языков и культуры серболужичан.

## Население
Согласно статистическому сочинению «Dodawki k statisticy a etnografiji łužickich Serbow» Арношта Муки в Рожанте в 1884 году проживало 149 человек (148 — лужичан и 1 немец).
Лужицкий демограф Арношт Черник в своём сочинении «Die Entwicklung der sorbischen Bevölkerung» пишет, что в 1956 году численность серболужицкого населения составляла 85,5 %.
Наибольшая численность была в 2001 году (291 человек). На 31 декабря 2015 численность населения составляла 238 человек.
Официальным языком в населённом пункте, помимо немецкого, является верхнелужицкий язык.
| 1900 | 1993 | 2000 | 2001 | 2002 | 2005 | 2010 | 2015 |
| ---- | ---- | ---- | ---- | ---- | ---- | ---- | ---- |
| 138  | 281  | 285  | 291  | 288  | 270  | 253  | 238  |

## Известные жители и уроженцы
- Беньшова, Ганьжа (1919—1999) — серболужицкая писательница.
- Френцль, Альфонс (1946—2015) — серболужицкий писатель.